# Cyclophora fultaria
Cyclophora fultaria là một loài bướm đêm trong họ Geometridae.